# Claude Lépine

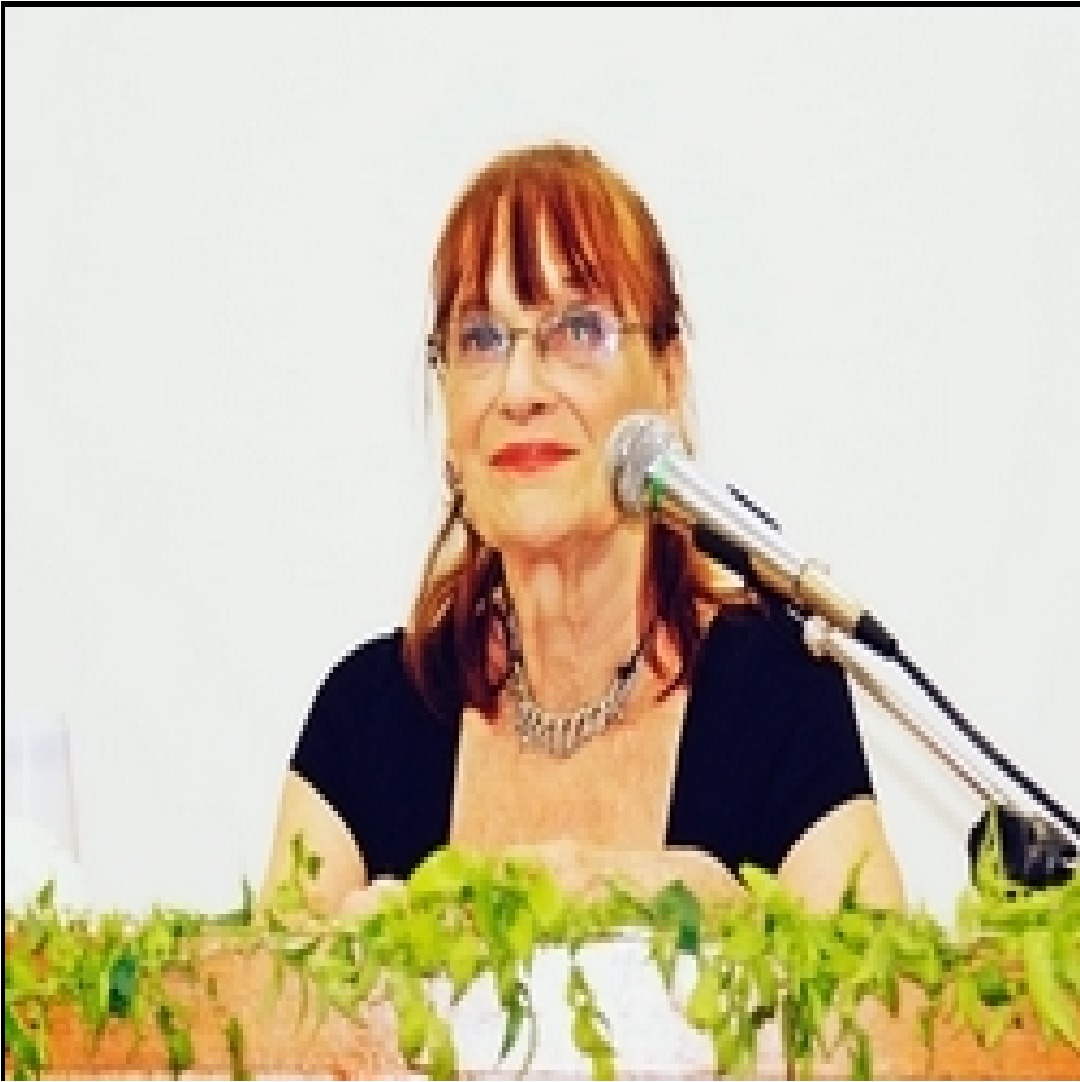
Claude Lépine

Claude Lépine (Asnieres-sur-Seine, França,  21 de Janeiro de 1930 - São Paulo, 21 de Novembro de 2015) foi uma antropóloga francesa.

## Vida
Nascida em Asnieres-sur-Seine, Hauts-de-Seine nos arredores de Paris, e mudou-se para o Brasil muito nova, aos 16 anos, chegando ao país em 1946.
Foi professora de Antropologia do departamento de Sociologia e Antropologia da Faculdade de Filosofia e Ciências da UNESP, campus de Marília.
Concluiu sua graduação e posteriormente seu mestrado e doutorado na Universidade de São Paulo nas décadas de 1960 e 1970. Sua tese de Sociologia foi concluída em 1978 e debatia sobre a contribuição ao estudo do sistema de classificação dos tipos psicológicos no candomblé Ketu de Salvador.No ano de 1984, concluiu seu pós-doutorado pela Centre National de la Recherche Scientifique, na França.

## Realizações
Claude Lépine participou da organização e edição de diversos livros de áreas ligadas à Antropologia, mais comumente das populações Afro-Brasileiras, onde destacava-se. Dentre algumas publicações, os livros Gilberto Freyre em Quatro Tempos (Editora UNESP/EDUSC, 2003); Os Dois Reis do Danxome: Varíola e Monarquia na África Ocidental(Oficina Universitária, 2000); e O Inconsciente na Antropologia de Lévi-Strauss (Editora Ática, 1979) se destacaram em sua trajetória.

## Escritos
- Os Dois Reis do Danxome: Varíola e Monarquia na África Ocidental 1650-1800
- Os Nossos Antepassados eram Deuses, artigo, apresentado anteriormente como palestra, que enfoca a questão sempre delicada da sociedade brasileira em relação ao negro.
- O Inconsciente na Antropologia de Lévi-Strauss, 1979.